# 최상돈
최상돈(崔相敦, 1869년 음력 5월 8일 ~ 1916년 양력 12월 3일)은 대한제국의 관료 출신으로 일제 강점기에 조선총독부 중추원 부찬의를 지냈다.

## 생애
1895년 대한제국의 관비 유학생으로 일본에 유학했다. 3년여간 일본의 체신과 철도 업무에 대한 실무를 익힌 그는 귀국하여 철도 기사로 근무했다. 러일전쟁 때 군용철도 종사원으로 일본군을 도운 공로를 인정받아 1908년 훈4등 서보장을 받았다. 1910년 한일 병합 조약 체결 직후 중추원 부찬의에 임명되어 사망할 때까지 재직했다. 1912년 한국병합기념장도 서훈받았다.
일본 유학파인 그는 일찍부터 일본과 가깝게 지낸 것으로 보인다. 이미 1905년에 일본 정부로부터 훈5등 서보장을 받은 바 있고, 1909년 이토 히로부미가 안중근의 저격으로 사살당하자 추도회에 참가했으며, 1914년 일본 메이지 천황의 부인인 쇼켄 황태후가 사망했을 때는 중추원을 대표하여 박제순, 민상호와 함께 조문했다.
2002년 민족정기를 세우는 국회의원모임이 발표한 친일파 708인 명단, 2008년 민족문제연구소에서 친일인명사전에 수록하기 위해 정리한 친일인명사전 수록예정자 명단, 2006년 친일반민족행위진상규명위원회가 조사 발표한 친일반민족행위 106인 명단에 모두 포함되었다.

## 같이 보기
- 조선총독부 중추원

## 참고자료
- 친일반민족행위진상규명위원회 (2006년 12월). 〈최상돈〉 (PDF). 《2006년도 조사보고서 II - 친일반민족행위결정이유서》. 서울. 398~402쪽쪽. 발간등록번호 11-1560010-0000002-10. 2007년 9월 26일에 원본 문서 (PDF)에서 보존된 문서. 2007년 6월 24일에 확인함.